# 나선 은하

정면 나선 은하 중 하나인 바람개비 은하(메시에 101 또는 NGC 5457)

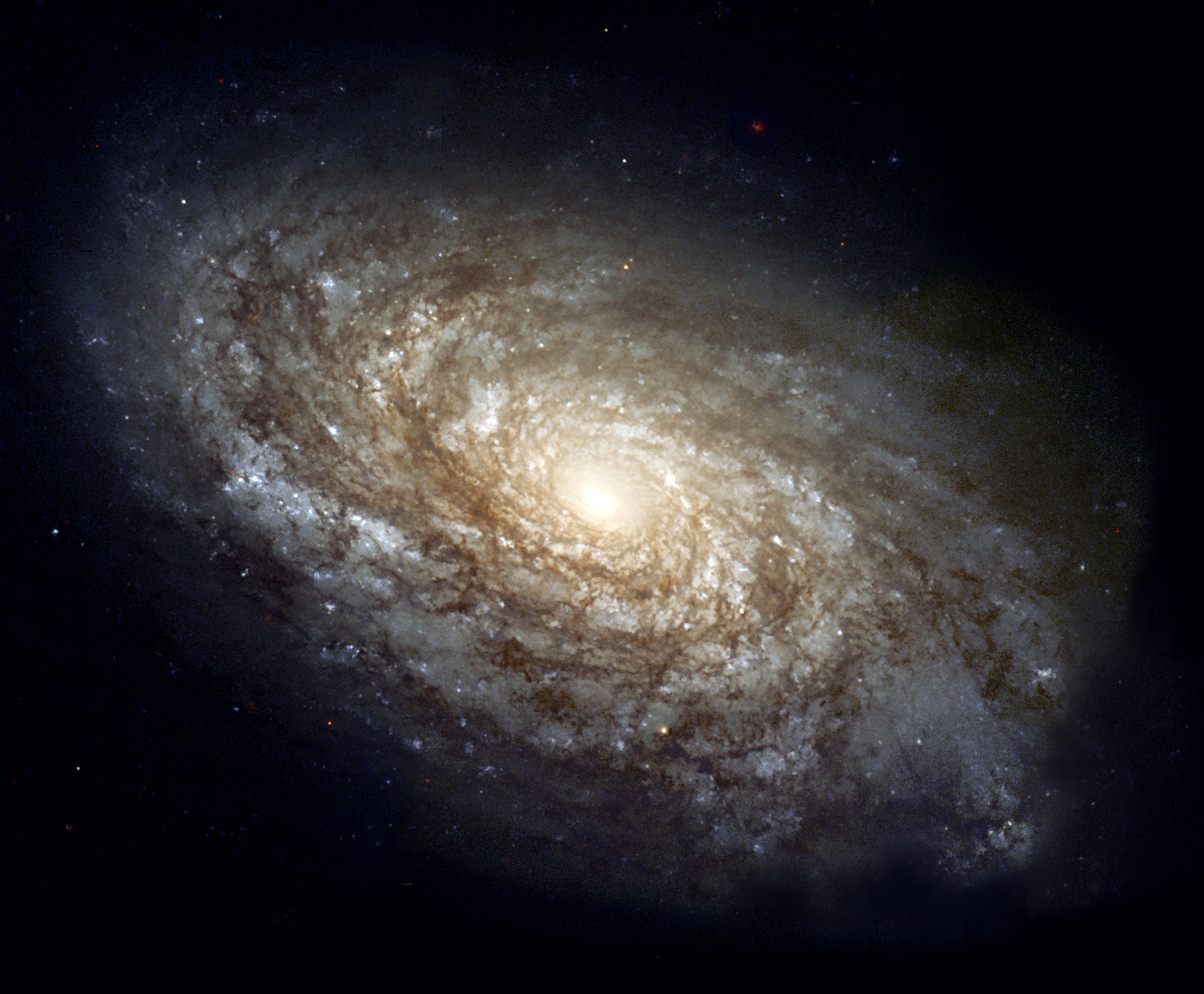
허블 우주 망원경이 촬영한 나선 은하 NGC 4414

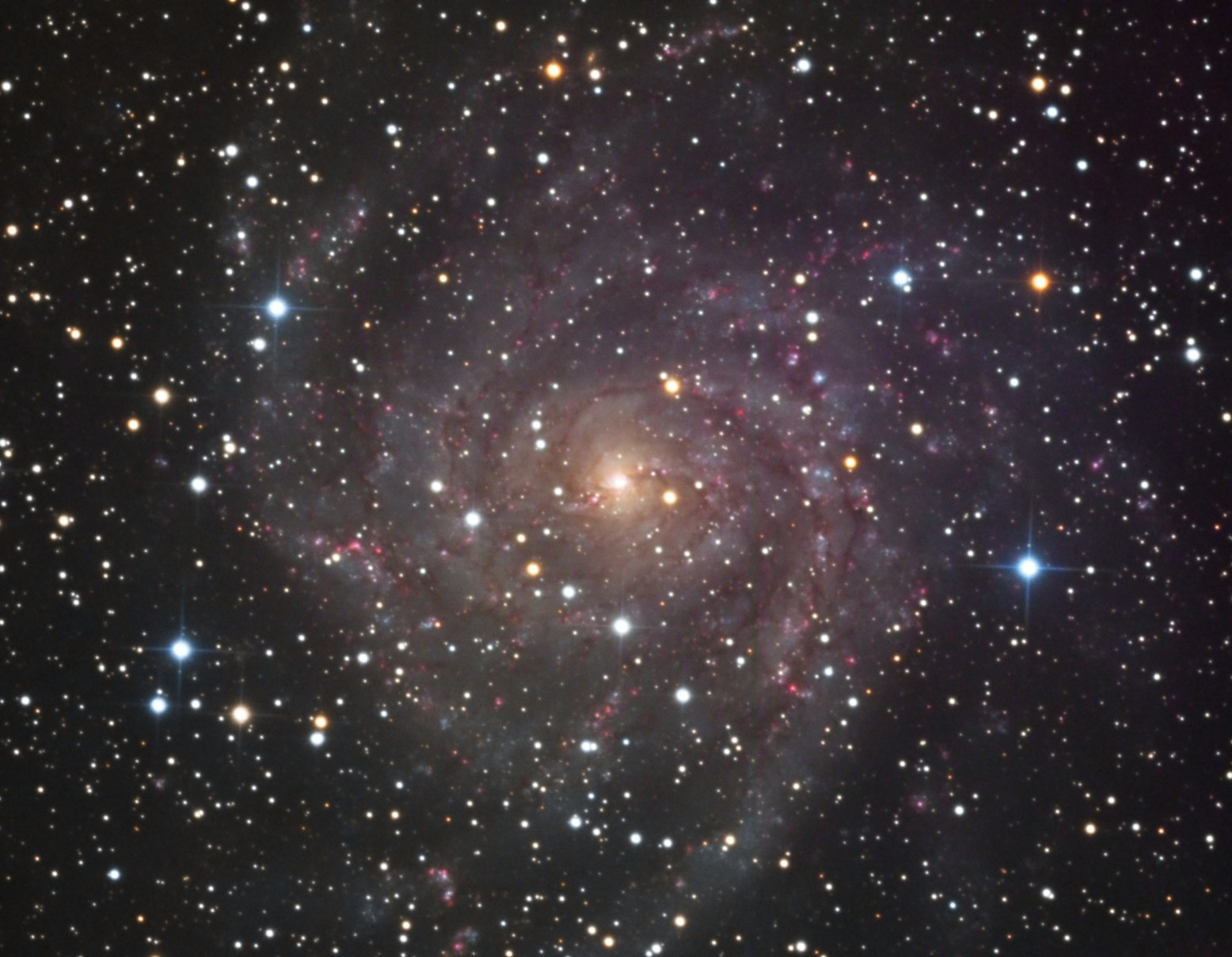
정면 나선 은하인 IC 342

나선 은하(螺旋銀河, 영어: spiral galaxy)는 1936년에 발표된 에드윈 허블의 저서, 성운의 왕국(The Realm of the Nebulae)에서 처음으로 기술되어 허블 순차의 일부를 구성하는 특정 은하의 유형이다. 별과 가스와 먼지를 포함하는 평탄하고 회전하는 원반과, 중심의 별의 밀집영역인 팽대부로 구성되어 있다. 이들은 별과 많은 구상 성단이 위치하는 매우 희미한 헤일로로 둘러싸여 있다.
나선 은하는 중심에서 원반으로 뻗은 나선 구조를 가지고 있기 때문에 그렇게 명명되었다. 나선팔은 별의 형성이 계속 진행 중인 영역으로, 어리고 뜨거운 OB별이 위치하고 있기 때문에 주변보다 밝게 보인다. 모든 나선 은하의 대략 3분의 2는 중심의 팽대부에 뻗어 있는 막대 같은 추가적인 구조를 가지고 있는 것으로 관측되었다. 막대를 가지지 않는 은하에 대한 막대를 가지는 은하의 비는 우주의 역사에 따라 변해왔는데, 약 80억 년 전에는 모든 나선 은하의 약 10%만이 막대를 포함했었고, 약 25억 년 전에는 약 4분의 1이 막대를 포함했었으며, 현재는 3분의 2 이상이 막대를 포함하고 있다.
최근에는(1990년대) 우리 은하가 막대 나선 은하인 것으로 확인되었다. 막대 자체를 은하 원반에 있는 지구의 위치에서 관측하기 어렵긴 해도 말이다. 막대의 존재에 관한 매우 확실한 근거는 스피처 우주 망원경을 통해 이행된 은하 중심의 별에 관한 최근의 탐사를 통해서 얻은 것이다.
나선 은하는 불규칙 은하와 함께 근처 우주에 있는 은하의 대략 60%를 차지한다. 이들은 대부분 저 밀도 영역에서 발견되고 은하단의 중심부에서는 드물게 발견된다.

## 구조

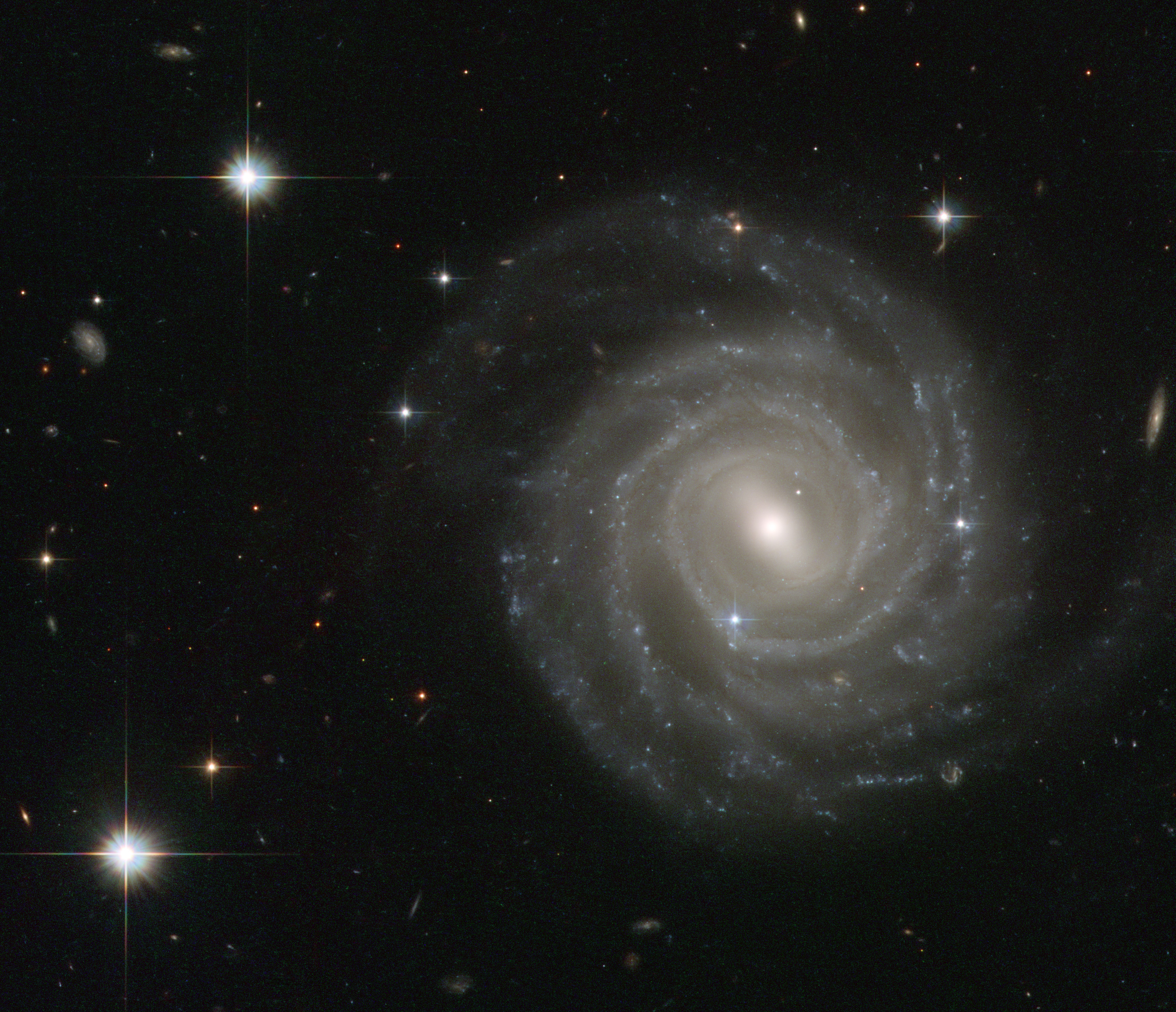
막대나선은하 UGC 12158.

나선 은하는 다섯 가지의 뚜렷한 요소로 구성되어 있다.
- 별과 성간 물질로 구성된 평탄하고 회전하는 원반
- 타원 은하와 유사하게 주로 늙은 별로 구성된 중심의 항성 팽대부
- 많은 구상 성단을 포함하는 구형에 가까운 별의 헤일로
- 팽대부의 중심에 있는 초대질량 블랙홀
- 일반적인 회전곡선에 의해 드러난 구형에 가까운 암흑물질의 헤일로

상대적으로 중요한 질량, 밝기, 크기 요소에 관해서는 은하마다 다르다.

### 나선팔

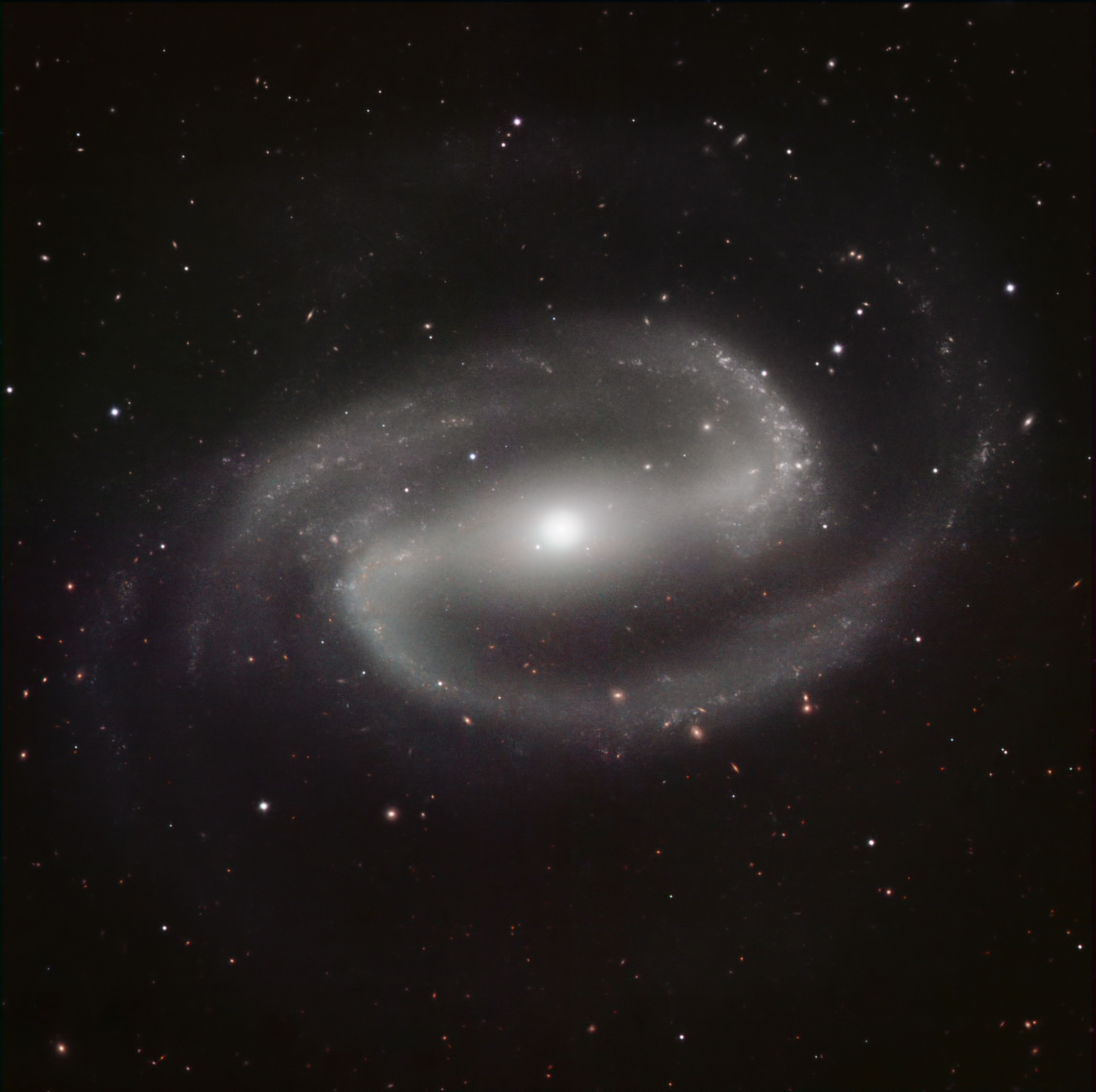
적외선에서 본 NGC 1300.

나선팔(spiral arm)은 나선 은하의 중심에서 뻗어 나오는 별의 영역이다. 이들은 나선형의 길고 얇은 영역인데, 그렇기 때문에 이 구조를 가진 은하의 이름이 나선 은하라고 명명되었다. 당연하지만, 서로 다른 유형의 나선 은하는 별개의 나선팔 구조를 가지고 있다. 예를 들어 Sc형 및 SBc형 은하는 매우 "느슨한" 팔을 가지고 있는데 비해, Sa형 및 SBa형 은하는 꽉 감긴 팔을 가지고 있다(허블 순차와 관련). 어떤 것이든 나선팔은 나선팔을 매우 밝게 만드는, (큰 질량 밀도와 높은 별 형성률로 인해서)어리고 푸른 별을 많이 포함하고 있다.

### 은하 팽대부
팽대부(bulge)는 별들이 빽빽하게 밀집된 거대한 영역이다. 용어는 흔히 대부분의 나선 은하에서 발견되는 별으로 구성된 중심의 영역을 일컫는다. 허블의 분류를 이용하여 설명하면, Sa형 은하의 팽대부는 보통 낮은 금속함량의 늙고 붉은 항성종족 II의 별들로 구성되어 있다. 나아가 Sa형 및 SBa형 은하의 팽대부는 크기가 큰 경향이 있다. 이와 반대로 Sc형 및 SBc형 은하의 팽대부는 훨씬 작으며, 어리고 푸른 항성종족 I의 별들로 구성되어 있다. 일부 은하의 팽대부는 타원 은하와 유사한 특징을 가지고 있다. 다른 은하의 팽대부는 그저 원반은하와 유사한 특징을 가진 원반의 고밀도 중심으로 보인다.
많은 팽대부는 중심에 초대질량 블랙홀을 품은 숙주로 여겨지고 있다. 이러한 블랙홀은 절대 직접적으로 관측되지 않지만, 간접적인 존재 증명법이 많이 있다. 우리 은하를 예로 들면 궁수자리 A*라고 불리는 천체가 초대질량 블랙홀일 것으로 여겨지고 있다. 블랙홀의 질량과 팽대부의 별의 속도분산 사이의 밀접한 관계, M-시그마 관계가 있다.

### 은하구

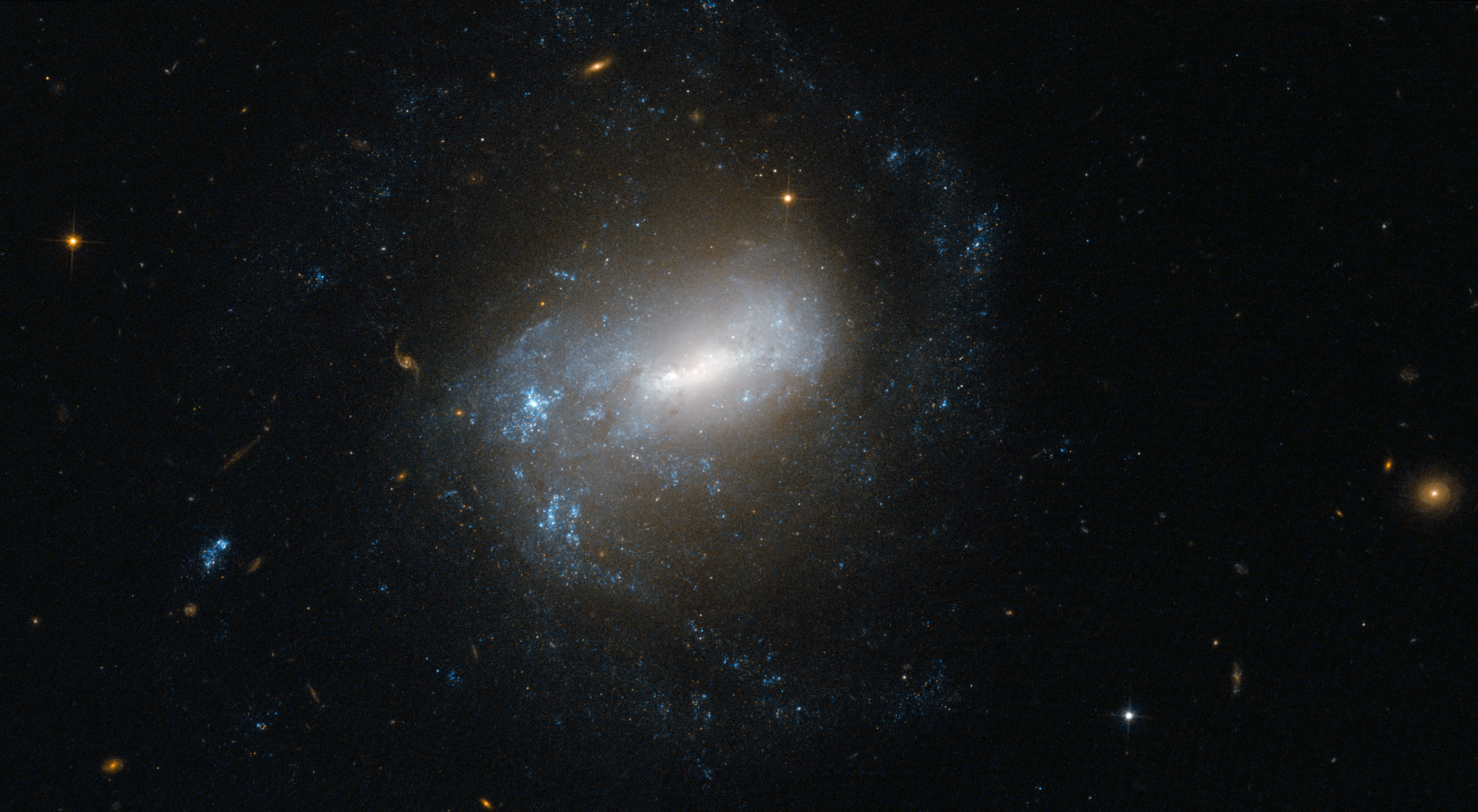
나선 은하 NGC 1345

나선 은하를 구성하는 별의 대부분은 은하의 중심(은하 중심) 주변을 거의 원형 공전하는 한 평면(은하면)에 있거나, 은하핵을 감싸는 구형 은하 팽대부에 있다.
그러나 일부 별들은 은하 헤일로의 일종인 구상 헤일로(spheroidal halo), 또는 은하구(galactic spheroid)에 위치해 있다. 이들의 궤도운 동에 관해서는 논쟁 중이지만, 역행 및 또는 크게 경사진 궤도로 운동하거나 전혀 규칙적인 궤도로 운동하지 않는 것으로 설명된다. 헤일로 별은 나선 은하로 떨어지거나 병합되는 작은 은하로부터 포획된 것이다. 잠깐 그러한 작은 은하의 예를 들자면, 우리 은하와 병합 중인 과정에 있는 궁수자리 왜소타원 은하가 있다. 관측은 우리 은하의 헤일로에 있는 일부 별들이 궁수자리 왜소타원 은하에서 포획된 것임을 보여준다.
헤일로는 은하 원반과는 달리 먼지가 없는 것으로 보인다. 헤일로에 있는 별들은 은하 팽대부의 별과 유사하게, 은하 원반에 있는 항성종족 I의 별보다 훨씬 오래되고 낮은 금속함량을 가진 항성종족 II의 별이다. 또한 은하 헤일로는 많은 구상 성단을 포함하고 있다.
헤일로 별의 운동은 특정 시기에 원반을 통과하는데, 태양과 가까이 있는 많은 적색 왜성들은 은하 헤일로에 속한 것으로 여겨지고 있다. 그러한 별의 예로는 캅테인의 별과 그룸브리지 1830이 있다. 이러한 별들은 은하의 중심 주변을 불규칙 적으로 운동하기 때문에(정말로 그렇게 운동한다면), 종종 매우 큰 고유 운동을 보여준다.
2013년과 2014년에 은하구가 모든 은하의 대략 절반에서 실제로 평면 구조라는 것에 대한 증거를 보여주는 논문이 발표되었다.

## 나선 구조의 기원

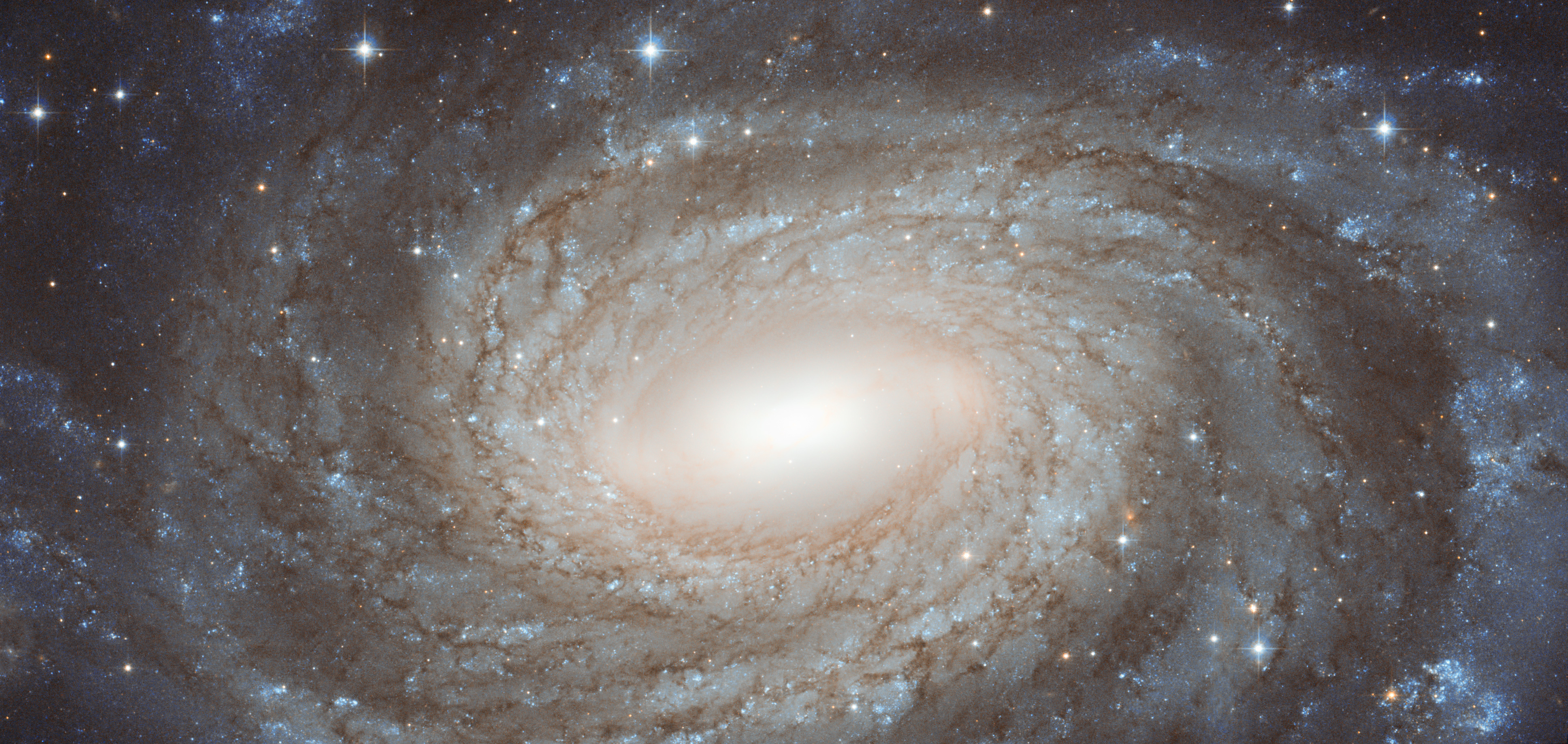
허블 우주 망원경이 촬영한 나선 은하 NGC 6384

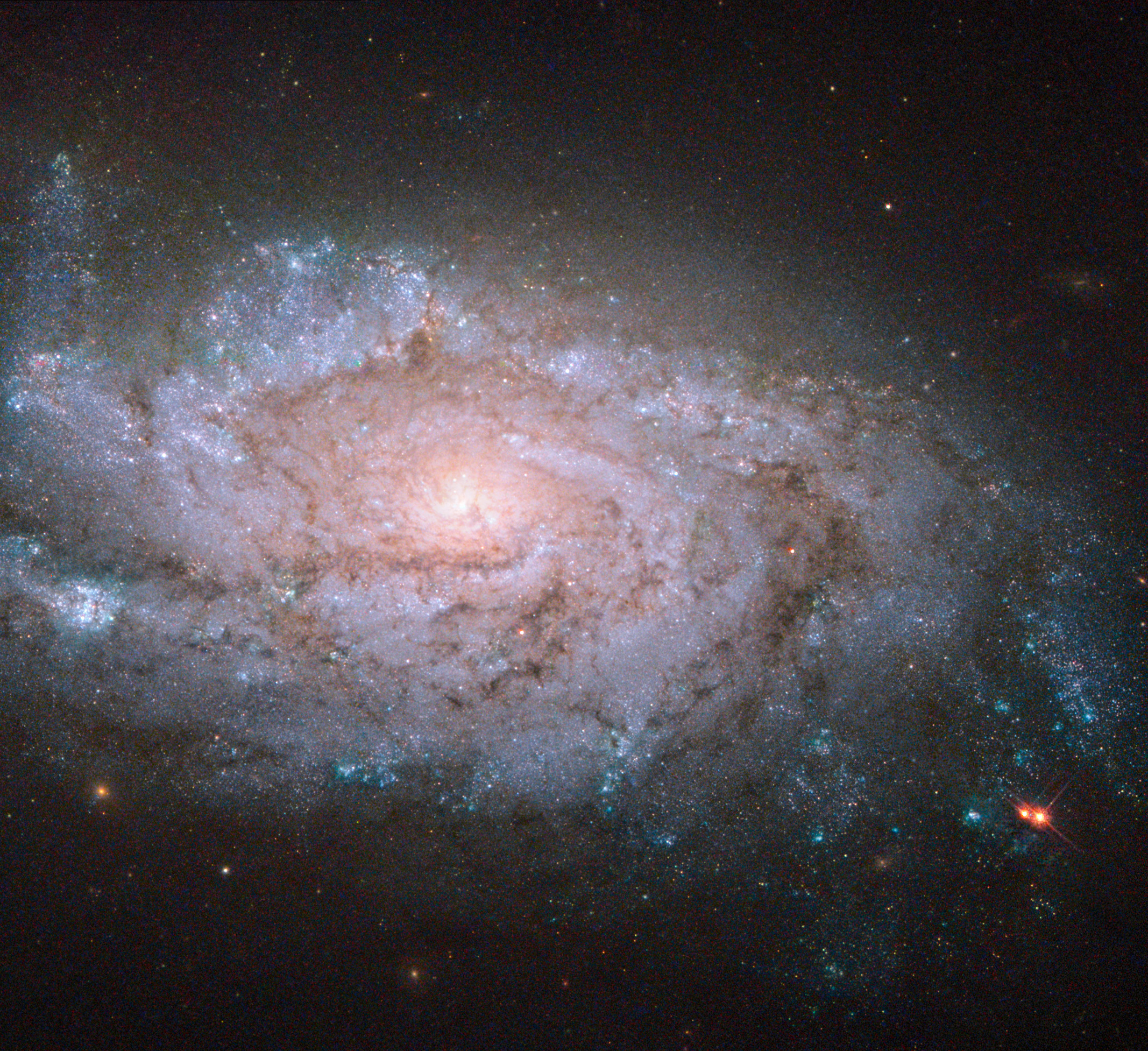
나선 은하 NGC 1084

은하의 회전과 나선팔의 형성에 관한 연구의 선구자는 1925년부터 연구한 베르틸 린드블라드이다. 그는 별들의 나선형 배열이 영구적으로 유지될 수 없을 것이라 믿었다. 은하의 중심과의 거리에 따라 변하는 은하 원반의 회전에 대한 각속도 때문에, 반경에 따른 나선팔(바퀴살 처럼)이 은하의 회전에 의해 빠르게 굽게 된다. 은하가 회전할수록 나선팔은 점점 더 굽어지고 은하핵의 주변을 더 꽉 감게된다. 이는 감기 문제(winding problem)라고 불린다. 1960년대 말의 측정은 은하 중심과의 거리에 대한 나선 은하의 별의 궤도 속도가 실제로 뉴턴역학으로 추정되는 것보다 크다는 것을 보여주었지만, 아직도 나선 구조의 안정성을 설명할 수는 없다.
1960년대부터 은하의 나선 구조에 관한 두가지 주요 가설 또는 모형이 제시되어 왔다.
- 은하의 원반에서의 밀도파에 의해 발생하는 별의 형성
- SSPSF 모형(확률적 자체전파 별형성 모형, stochastic self-propagating star formation model) - 성간 물질에서의 충격파에 의해 발생하는 별의 형성

이러한 가설들은 각자 다른 유형의 나선팔을 설명하기 때문에, 서로 배타적이지 않다.

### 밀도파 모형

은하의 나선팔에 관한 설명

베르틸 린드블라드는 나선팔이 은하의 별과 가스보다 더 느리게 회전하는 높은 밀도의(밀도파) 영역에 해당할 것이라고 주장했다. 밀도파에 가스가 들어갈 때, 밀한 영역을 비집고 들어가게 되면서 새로운 별을 형성하게 된다. 이 중 일부는 짧은 수명의 청색 초거성이기 때문에 나선팔이 푸르게 보인다.
이러한 생각은 1964년 린챠챠오와 프랑크 슈에 의해 밀도파 이론으로 발전했다.

#### 린과 슈의 역사적 이론
나선 구조에 관해 처음으로 받아들여진 이론은 1964년에 린챠챠오와 프랑크 슈에 의해 창안되었는데, 가스와 별의 속도에 대해 다른 속도로 움직이는 은하의 주변을 해결하기 위해서, 일정한 각속도로 전파되는 작은 진폭의 파동을 이용해 대규모 나선 구조를 설명하기 위한 시도였다. 이들은 별이 약간 타원형에 방향 등이 동일한 궤도로 움직이며, 은하중심으로부터 거리가 증가하면서 타원궤도의 방향이 약간씩 다른방향으로 변한다고 상정했고, 나선팔이 나선 밀도파의 시각적 징후라고 주장한다. 이는 옆의 도해처럼 보인다. 서로 밀접해 있는 타원궤도가 나선팔처럼 보이는 것이 뚜렷하게 드러난다. 따라서 별은 우리가 보고 있는 그 자리에 항상 남아 있지 않지만, 궤도를 돌면서 나선팔을 통과하기도 한다.

#### 밀도파에 의한 별의 형성

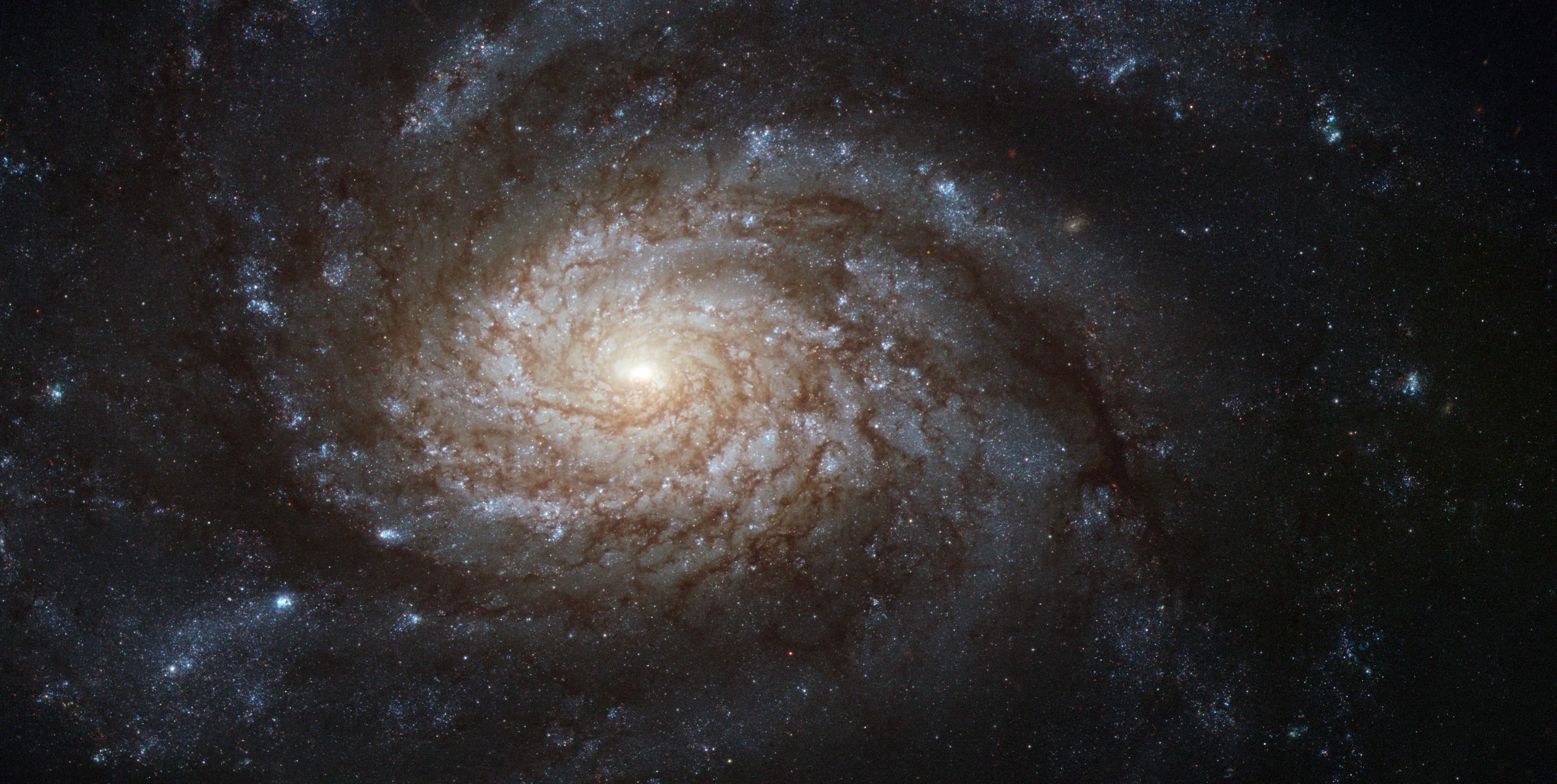
허블 우주 망원경이 촬영한 사진에서 매우 상세하게 드러나는 고전적인 나선 구조의 밝은 은하 NGC 3810. 제공: ESA/허블 및 NASA.

밀도파에 의해 야기되는 별의 형성에 관해 따라오는 가설이 있다.
- 가스운이 밀도파로 이동하면서 부분적 질량밀도가 증가한다. 밀도에 따른 구름의 붕괴에 대한 임계값(진스 불안정성)으로 인해, 고밀도는 구름이 붕괴하여 별을 형성하게 만든다.
- 압축파가 거치면서 나선팔의 가장자리 방향으로 별의 형성을 촉발한다.
- 구름이 나선팔에 의해 휘게 되면서 다른 구름과 충돌하여 가스를 통해 충격파가 발생하여, 결과적으로 가스의 붕괴를 통한 별의 형성이 발생한다.

### 나선팔의 매우 어린 별
나선팔은 매우 어린 (매우 무겁고, 밝은)별들이 있기 때문에 밝게 보인다. 또한 이러한 무겁고 밝은 별들은 매우 빨리 생을 마감하여 밀도파를 보이게 만드는 어두운 배경 별의 분포를 남긴다.
별은 현재 우리가 보는 그 자리에 영원히 남지 않지만, 나선팔과 나란히 운동하지도 않는다. 나선팔은 그저 별이 궤도를 따라가면서 통과하는 것처럼 보인다.

### 거시 공동과의 회전축 정렬

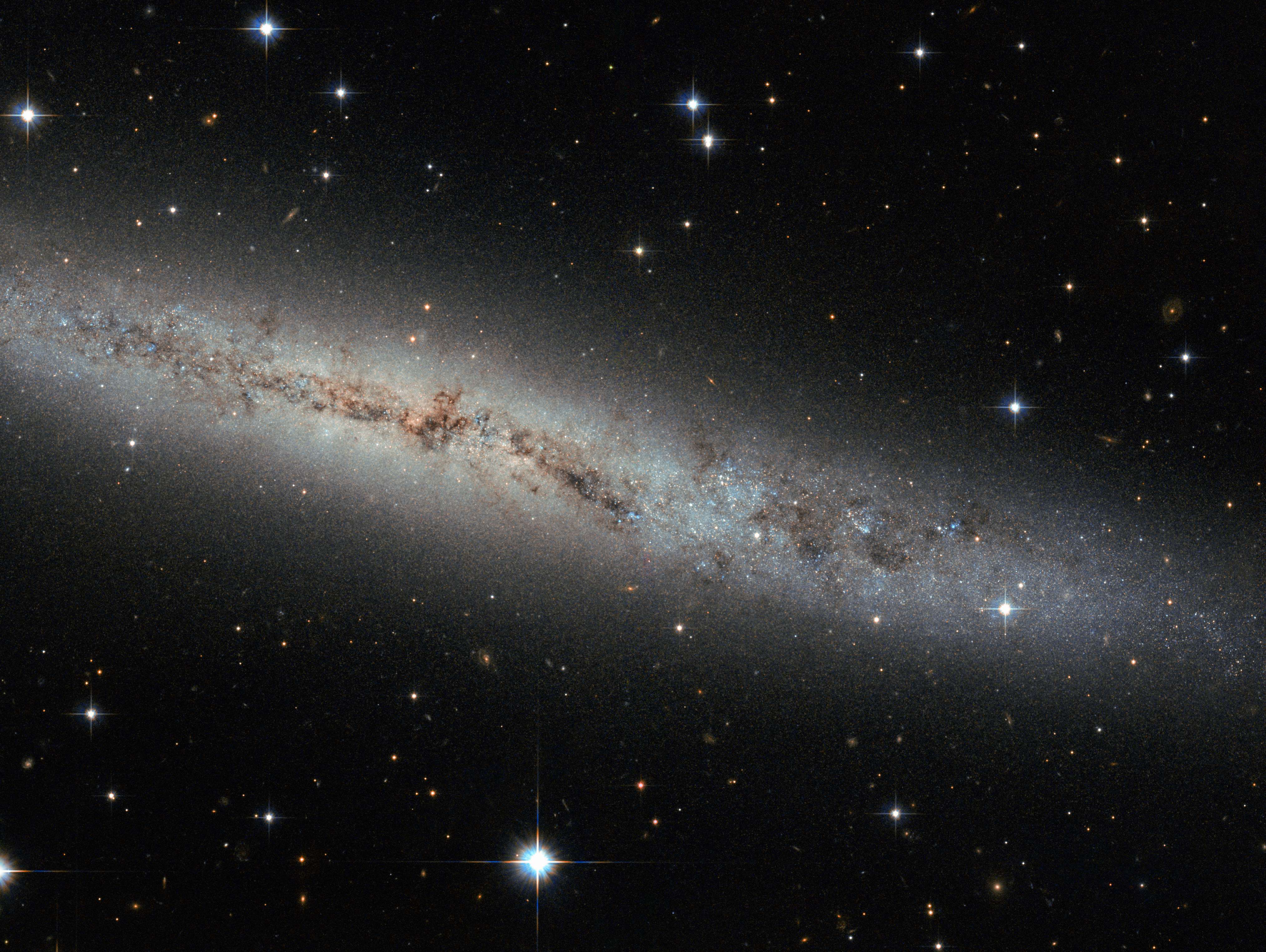
나선 은하인 ESO 373-G 008.

최근의 연구 결과는 나선 은하의 회전축의 방향이 우연한 결과가 아닌 대신에 우선적으로 거시 공동의 표면을 따라 정렬되어 있음을 시사한다. 즉, 나선 은하는 대규모의 구조에 대해서 높은 각도의 경사각으로 정렬되려는 경향이 있다. 이들은 공동의 가장자리 주변에 있는 필라멘트를 따르는 회전축을 가진 "실에 꿰인 구슬"(beads on a string) 같은 배열로 묘사된다.

### 중력적으로 정렬된 궤도
찰스 프랜시스와 에릭 앤더슨은 근방(300 파섹 이내)의 나선팔을 따라 움직이는 20,000개 이상의 별에 관한 운동의 관측에 관해서 보여주었고, 별 사이의 중력이 어떻게 대수나선을 따라 정렬된 궤도 운동을 야기하는지 설명했다. 이론이 가스에 적용될 때 가스 구름 사이의 충돌은 새로운 별을 형성하는 분자운의 형성과 좌우 대칭 웅대구조 나선으로의 진화를 설명한다.

## 나선 성운

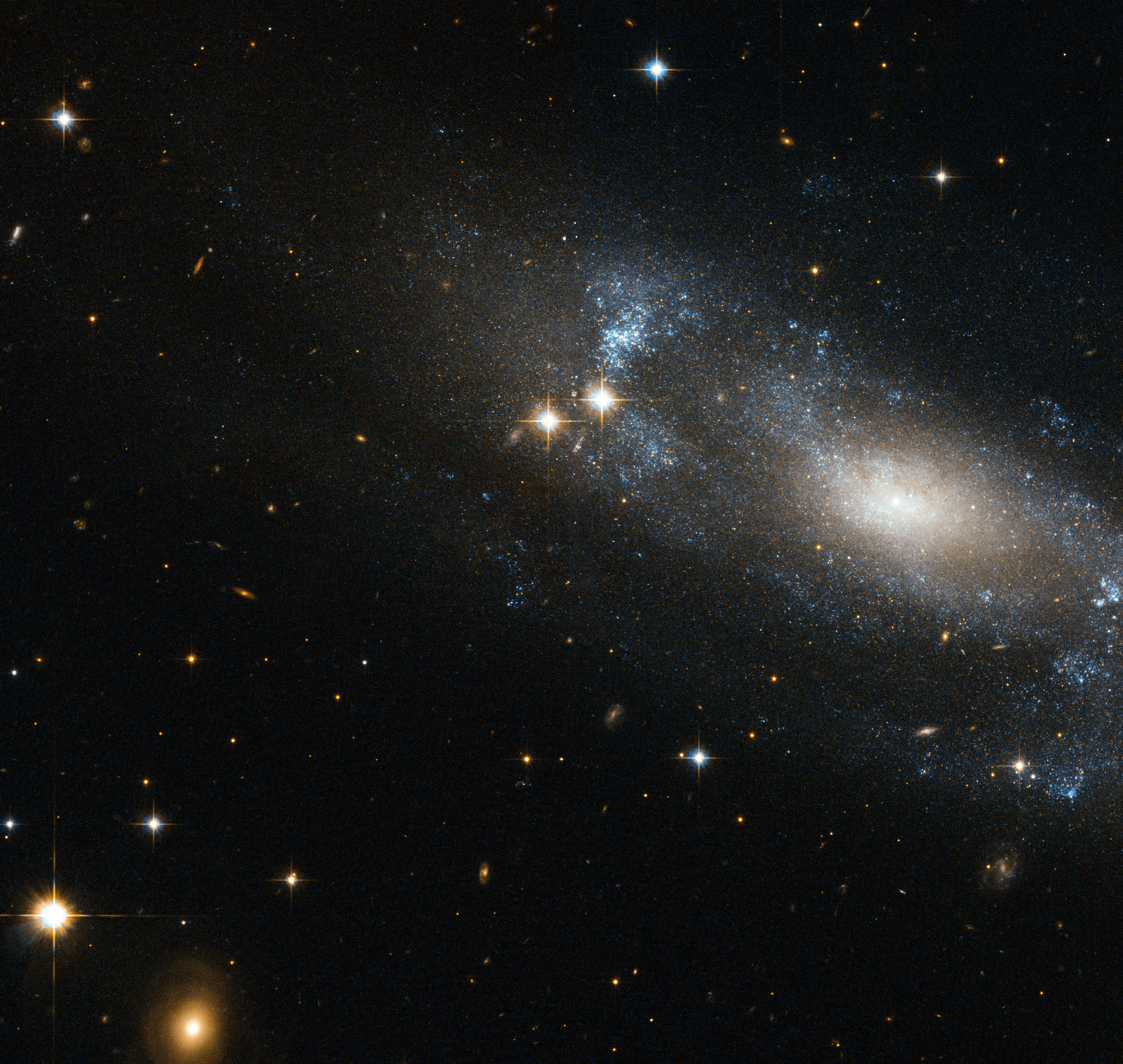
배경의 먼 은하와 대비되어 보이는 나선 은하 ESO 499-G 037. 근처의 별이 흩뿌려져 보인다.

나선 성운(spiral nebula)은 옛날에 나선 은하를 일컫던 용어였다. 20세기 초까지 대부분의 천문학자들은 소용돌이 은하와 같은 천체들이 단지 우리 은하 안에 있는 성운의 일종일 것이라 여겼다. 이들이 실제로 우리 은하와는 별개의 다른 은하일 것이라는 생각은 1920년, 릭 천문대의 히버 커티스와 윌슨산 천문대의 할로우 섀플리 사이에 벌어졌던 대논쟁의 주제였다. 1926년, 에드윈 허블은 안드로메다 은하를 포함하는 몇몇 나선 성운에서 세페이드 변광성을 관측하여 이들이 사실 우리 은하 바깥의 완전한 은하임을 밝혀내었다. "나선 성운"이라는 용어는 그 이후로 폐기되었다.

## 우리 은하의 나선 구조
우리 은하는 평범한 나선 은하일 것으로 간주되었었다. 천문학자들이 우리 은하가 막대나선은하일 것이라고 처음으로 의심하기 시작한 때는 1990년대 부터 였다. 이 의구심은 2005년에 은하 중심의 막대가 이전에 추측하던 것보다 더 클 것이라 보여준 스피처 우주 망원경의 관측에 의해 입증되었다.

## 유명한 나선 은하
- 우리 은하
- 안드로메다 은하
- 바람개비 은하
- 해바라기 은하
- 삼각형자리 은하
- 소용돌이 은하

## 같이 보기
분류
- 활동 은하핵
- 원반 은하
- 왜소 은하
- 왜소 타원 은하
- 왜소 구형 은하
- 은하 색 등급도
- 웅대 구조 나선 은하
- 중간 나선 은하
- 렌즈형 은하
- 고리 은하
- 폭발적 항성 생성 은하
- 세이퍼트 은하

그 외
- 은하좌표계
- 은하코로나
- 은하의 형성과 진화
- 은하군 및 은하단
- 은하 목록
- 가까운 은하 목록
- 툴리-피셔 관계
- 일반적인 회전곡선
- 은하, 은하단, 대규모 구조에 관한 지식의 타임라인